# Parasiphula
Parasiphula is een geslacht van korstmossen behorend tot de familie Coccotremataceae. De typesoort is Parasiphula fragilis.

## Geslachten
Volgens Index Fungorum telt het geslacht zeven soorten (peildatum december 2021):
| Soortnaam              | Auteur(s)                             | Publicatiejaar |
| ---------------------- | ------------------------------------- | -------------- |
| Parasiphula comata     | (Nyl.) Kantvilas & Grube              | 2006           |
| Parasiphula complanata | (Hook. f. & Taylor) Kantvilas & Grube | 2006           |
| Parasiphula elixii     | (Kantvilas) Kantvilas & Grube         | 2006           |
| Parasiphula foliacea   | (D.J. Galloway) Kantvilas & Grube     | 2006           |
| Parasiphula fragilis   | (Hook. f. & Taylor) Kantvilas & Grube | 2006           |
| Parasiphula georginae  | (Kantvilas) Kantvilas & Grube         | 2006           |
| Parasiphula jamesii    | (Kantvilas) Kantvilas & Grube         | 2006           |